# Khantsk
Khantsk (in armeno Խանգք ?) o Khanyeri (in azero Xanyeri) è una piccola comunità rurale del distretto di Xocalı in Azerbaigian, facente parte fino al 2023 della regione di Askeran nella repubblica di Artsakh (fino al 2017 denominata repubblica del Nagorno Karabakh).
Conta poco più di duecento abitanti e sorge, in area sostanzialmente pianeggiante, nella parte settentrionale della regione.